# Punta Trento (Abruzzo)
Punta Trento (2.243 m s.l.m.) è una cima dell'Appennino abruzzese, nella catena montuosa del Sirente-Velino, che circonda a nord-ovest i Piani di Pezza, al confine tra i territori dei comuni di Rocca di Mezzo e Massa d'Albe (AQ) in Abruzzo. Fa parte di una lunga cresta montuosa che diparte dalla vetta orientale del Monte Costone (Vena Stellante) e da Colle dell'Orso comprendendo a sud Punta Trieste, Costa della Tavola e Costone della Cerasa, e raccordandosi a sud-est ai Monti della Magnola in territorio di Ovindoli. La vista spazia dalla cima su tutto il gruppo del Monte Velino e parte delle adiacenti Montagne della Duchessa.